# Яцинська волость (Путивльський повіт)
Яцинська волость — адміністративно-територіальна одиниця Путивльського повіту Курської губернії.
Станом на 1886 рік — складалася з 29 поселень, 15 сільських громад. Населення — 3442 особи (1558 осіб чоловічої статі та 1524 — жіночої), 457 дворових господарств.
|                     | Площа, десятин | У тому числі орної, дес. |
| ------------------- | -------------- | ------------------------ |
| Сільських громад    | 2689           | 1786                     |
| Приватної власності | 3901           | 1900                     |
| Казенної власності  | —              | —                        |
| Іншої власності     | 80             | 76                       |
| Загалом             | 6670           | 3742                     |

Найбільші поселення волості:
- Яцине — село при річці Клевень за 12 верст від повітового міста, 309 осіб, 39 дворів, православна церква.
- Антики — село при річці Клевень, 561 особа, 99 дворів, православна церква.
- Стрільники — село при річці Клевень, 506 осіб, 60 дворів.